# Kad porastem biću Kengur
Kad porastem biću Kengur é um filme de comédia produzido na Sérvia e Montenegro, dirigido por Radivoje Andrić e lançado em 2004.